# ناحیه فورست، شهرستان رایس، مینه سوتا
ناحیه فورست (به انگلیسی: Forest Township) یک منطقهٔ مسکونی در ایالات متحده آمریکا است که در شهرستان رایس، مینه‌سوتا واقع شده‌است.
 ناحیه فورست ۹۲٫۵ کیلومتر مربع مساحت و ۱٬۱۳۶ نفر جمعیت دارد و ۳۲۰ متر بالاتر از سطح دریا واقع شده‌است.